# Linux International
Linux International, também conhecida como LI, é uma associação mundial sem fins lucrativos de corporações e outros que trabalham rumo a promoção do crescimento do Linux e do FOSS. Ela é chefiada por Jon "maddog" Hall.
A Linux International ajuda o Linux com divulgação, feiras, ajuda econômica para programadores (ela quem paga parte do orçamento do Linus Torvalds) e outras tarefas.